# Dagebüller Koog
Der Dagebüller Koog ist ein Koog in Nordfriesland. Sein Westteil ragt kegelförmig aus dem umgebenden Vorland ins Wattenmeer hervor, an der westlichen Spitze befindet sich die Dagebüller Mole. Der Koog entstand mit der Eindeichung der damaligen Hallig Dagebüll in den Jahren 1702 bis 1704. Landfest wurde er mit der Eindeichung des heute östlich angrenzenden Kleiseerkoogs zwischen 1726 und 1727. Er wird durch den Dagebüller Hauptsielzug entwässert.